# Mai 1949

## Événements
- Vote d’un projet de nationalisation de l’industrie sidérurgique britannique après huit mois de guérilla parlementaire.

- 4 mai : 
  - Accord des Quatre Grands sur la levée du blocus de Berlin.
  - Accident d'avion de l'équipe de football du Torino FC.

- 5 mai : création à Londres du Conseil de l'Europe, composé d’un conseil des ministres, représentant les gouvernements, et d’une assemblée représentative.

- 8 mai : 
  - premier examen du projet de Loi fondamentale de la République fédérale d'Allemagne.
  - Grand Prix automobile du Roussillon.

- 9 mai : 
  - Entrée de la France au Conseil de l'Europe.
  - Début du règne du prince Rainier III de Monaco.
  - Discours électoral de Louis Saint-Laurent [1].

- 11 mai : 
  - Le royaume de Siam prend le nom de Thaïlande.
  - Israël est admis à l'ONU.

- 12 mai : fin du pont aérien sur Berlin. 277 728 vols assurent depuis janvier la livraison de 2 500 tonnes de vivres et de médicaments par jour. Devant l'efficacité de ce pont aérien, les Soviétiques lèvent le blocus terrestre ce 12 mai. Les négociations s'engagent alors qui mèneront à la partition de l'Allemagne en deux États (7 octobre 1949).

- 13 mai : premier vol du bombardier lourd à réaction English Electric Canberra.

- 14 mai : 
  - Grand Prix automobile de Marseille.
  - Création de la compagnie aérienne Aerolineas Argentinas.

- 15 mai : 
  - canonisation de Jeanne de Lestonnac, religieuse française du XVIIe siècle, par le pape Pie XII.
  - Aux élections parlementaires hongroise, une seule liste est proposée, composée exclusivement de communistes et de leurs partisans, celle du Front populaire, qui remporte 96,27 % des suffrages.
  - Grand Prix automobile de Grande-Bretagne.

- 16 mai (Japon) : création de l'indice boursier tokyoïte Nikkei 225.
- 19 mai (France, CESSIERES) : naissance de Claude MARTIN

- 20 mai, France : transfert des cendres de Victor Schœlcher et de Félix Éboué au  Panthéon.

- 21 mai : le record du monde d'altitude en hélicoptère est battu par un Sikorsky S-52 avec près de 6 500 m.

- 23 mai : adoption de la Loi fondamentale (Grundgesetz), portant création de la République fédérale d’Allemagne (RFA). L’abolition de la peine de mort en Allemagne y est inscrite.

- 25 mai : prise de Shanghai par les communistes chinois.

- 27 mai : le train Paris-Bordeaux bat le record d’Europe de vitesse moyenne avec 131 km/h.
- 31 mai : réhabilitation des Fleurs du Mal de Charles Baudelaire (et de ses éditeurs) par la cour de cassation.

## Naissances
- 3 mai
  - Albert Sacco, Jr., astronaute américain.
  - Hank Williams, Jr., chanteur country.
- 6 mai : 
  - David C. Leestma, astronaute américain.
  - Diane Ablonczy, femme politique fédérale.
- 9 mai : 
  - Billy Joel, chanteur américain.
- 12 mai : Raimund Hoghe, journaliste et chorégraphe allemand († 14 mai 2021).
- 15 mai : Frank L. Culbertson, Jr., astronaute américain.
- 17 mai : Francine Buchi, journaliste française.
- 18 mai : Chris Seydou grand couturier malien.
- 19 mai : 
  - Dusty Hill, bassiste américain et chanteur du groupe ZZ Top († 28 juillet 2021).
  - Ashraf Ghani, politicien afghan et ancient président de l'Afghanistan.
- 20 mai : Dave Thomas, acteur et réalisateur.
- 21 mai :
  - Arno, chanteur belge († 23 avril 2022).
  - Guy Badeaux dit Bado, caricaturiste québécois.
- 23 mai : 
  - Daniel DiNardo, cardinal américain, archevêque de Galveston-Houston.
  - Alan García, avocat, président du Pérou de 1985 à 1990 et de 2006 à 2011 († 17 avril 2019).
- 25 mai : Umberto Menin, artiste contemporain italien.
- 27 mai : Jo Ann Harris, actrice américaine.

## Décès
- 15 mai : Albert Marteaux, homme politique belge (° 26 janvier 1886).
- 24 mai :
  - Eduardo Chicharro y Agüera, peintre espagnol (° 18 juin 1873).
  - Rosita Renard, pianiste chilienne (° 8 février 1894).
- 30 mai : Emmanuel Suhard, cardinal français, archevêque de Paris (° 5 avril 1874).